# André Kolingba
André Kolingba (Bangui, 12 augustus 1935- Parijs, 7 februari 2010) was een Centraal-Afrikaans militair en president van 1981 tot 1993.
Kolingba was tijdens  het bewind van Jean-Bédel Bokassa generaal en later ambassadeur in Bonn. Nadien keerde  hij terug bij het leger en werd chef van de generale staf.
In de nasleep van de presidentsverkiezingen van 15 maart 1981 pleegde generaal Kolingba  op 1 september 1981  een staatsgreep tegen de gekozen president David Dacko. Hij werd zelf president.
Kolingba  verbood aanvankelijk alle politieke partijen, maar richtte nadien de eenheidspartij "Rassemblement Démocratique Centrafricain" (RDC) op, die bij de parlementsverkiezingen 1987 alle zetels behaalde. 
Tot aan de val van de Berlijnse Muur kreeg hij voor zijn presidentschap veel steun van Franse zijde.  Maar na het einde van de Koude Oorlog moest hij, zoals veel Afrikaanse alleenheersers, deelname van de oppositie aan het politieke proces toestaan. Bij de presidentsverkiezingen van 1993 werd de generaal verslagen door Ange-Félix Patassé. Hij vestigde zich in Frankrijk en werd bij verstek ter dood veroordeeld.
In februari 2005 keerde Kolingba terug naar Bangui om mee te doen aan de presidentsverkiezingen van maart. Hij behaalde 16,6 %, waarmee hij op de derde plaats eindigde en niet meedeed in de tweede ronde. Zijn partij RDC won 8 % van de zetels in het parlement. Een kandidate voor een parlementszetel die al wel in de eerste ronde werd gekozen was Mireille Kolingba, de echtgenote van de ex-president.

## Referentie
- Overlijdensbericht van Kolingba
- Keesings Historisch Archief